# خوان بوستوس
خوان بوستوس هو ناشط حقوقي ومحامي وسياسي تشيلي، ولد في 8 ديسمبر 1935 في سانتياغو في تشيلي، وتوفي في 7 أغسطس 2008 بسبب سرطان الكبد. نشط حزبياً في الحزب الاشتراكي في تشيلي.

## مناصب
- انتخب عضو مجلس النواب التشيلي ‏ (1998 – 2002).
- انتخب عضو مجلس النواب التشيلي ‏ (2002 – 2006).
- انتخب عضو مجلس النواب التشيلي ‏ (2006 – 2010).
- انتخب President of the Chamber of Deputies of Chile [الإنجليزية]‏ (13 مارس 2008 – 7 أغسطس 2008).